# Campânia
A Campânia (em italiano: Campania) é uma região do sul da Itália, com 5,8 milhões de habitantes e área de 13 670 km2, cuja capital é Nápoles. Tem limites a oeste e sudoeste com o mar Tirreno, a noroeste com o Lácio, ao norte com Molise, a nordeste com Apúlia e a leste com Basilicata. Tem a mais alta densidade populacional das regiões italianas, mas é a segunda, após a Lombardia, em número total de habitantes.

## Administração
Esta região é composta das seguintes províncias:
- Avelino
- Benevento
- Caserta
- Nápoles
- Salerno